# Stephen McGlede
Stephen John McGlede (* 13. April 1969 in Sydney) ist ein ehemaliger australischer Radrennfahrer.

## Sportliche Laufbahn
Bei den Olympischen Spielen 1988 in Seoul errang Stephen McGlede die Bronzemedaille mit dem australischen Bahnvierer (Brett Dutton, Dean Woods, Wayne McCarney) in der Mannschaftsverfolgung. 1990 wurde er bei den Bahn-Weltmeisterschaften in Maebashi Weltmeister im Punktefahren und belegte gemeinsam mit Darren Winter, Brett Aitken und Mark Kingsland den dritten Platz in der Mannschaftsverfolgung. Im selben Jahr errang er bei den Commonwealth Games in Auckland Bronze im Scratch über zehn Meilen und belegte beim Circuit Franco–Belge Platz zwei in der Gesamtwertung. 1991 wurde er in Stuttgart Vize-Weltmeister im Punktefahren hinter dem Schweizer Bruno Risi. 1992 errang McGlede bei den Olympischen Spielen in Barcelona in der Mannschaftsverfolgung die Silbermedaille, gemeinsam mit Shaun O’Brien, Brett Aitken und Stuart O’Grady.

## Berufliches
Steven McGlede führt gemeinsam mit Olympiasiegerin Kathy Watt ein Unternehmen für Personal Training (Stand 2017).

## Erfolge
1988
- Olympische Spiele – Mannschaftsverfolgung (mit Brett Dutton, Dean Woods und Wayne McCarney)

1990
- Weltmeister (Amateure) – Punktefahren
- Weltmeister (Amateure) – Mannschaftsverfolgung (mit Darren Winter, Mark Kingsland und Brett Aitken)
- Commonwealth Games – Mannschaftsverfolgung (mit Brett Aitken, Shaun O’Brien und Darren Winter)
- Commonwealth Games – Scratch (10 Meilen)

1991
- Weltmeisterschaft – Punktefahren
- Weltmeisterschaft – Mannschaftsverfolgung (mit Brett Aitken, Stuart O’Grady und Shaun O’Brien)

1992
- Olympische Spiele – Mannschaftsverfolgung (mit Shaun O’Brien, Brett Aitken und Stuart O’Grady)
- eine Etappe Settimana Ciclistica Lombarda